# In Europe (Art Farmer)
In Europe è un album di Art Farmer, pubblicato dalla Enja Records nel 1998.I brani dell'album furono registrati dal vivo il 4 maggio 1970 al The Domicile di Monaco di Baviera (Germania).

## Tracce
1. Concord – 9:26 (Art Farmer)
2. Overnight – 15:20 (Art Farmer)
3. Re-Entry – 10:14 (Art Farmer)
4. Concourse – 14:11 (Art Farmer)
5. Rainmaker – 10:47 (Art Farmer)

## Musicisti
- Art Farmer - tromba
- Fritz Pauer - pianoforte
- Peter Marshall - contrabbasso
- Erich Bachträgl - batteria